# موريس صموئيل
موريس صموئيل (بالإنجليزية: Maurice Samuel)‏‏ (8 فبراير 1895 - 4 مايو 1972 ) مؤلف، ومترجم، وروائي، وكاتب من الولايات المتحدة.

## سيرة شخصية
ولد صموئيل في مدينة ماسين بمقاطعة تولسيا في رومانيا لإسحاق صموئيل وفاني آكر، وانتقل إلى باريس مع عائلته في سن الخامسة وبعدها بحوالي عام إلى إنجلترا حيث درس في جامعة فيكتوريا . في النهاية، غادر إنجلترا، ومن عام 1914 بقي في أمريكا.
إنه مفكر وكاتب يهودي، اشتهر بعمله أنت الوثنيون ، الذي نشر في عام 1924. معظم أعماله تتعلق اليهودية أو دور اليهودي في التاريخ والمجتمع الحديث، لكنه كتب أيضا المزيد من الخيال التقليدي، مثل شبكة لوسيفر ، الذي يقام خلال بورجيا القاعدة من عصر النهضة في إيطاليا ، والفنتازيا الخيال العلمي رواية الشيطان أن فشل . كما كتب صموئيل قصة الملك غوغاء تحت الاسم المستعار «فرانك ك. نوتش».
تلقى هو وعمله إشادة داخل الجالية اليهودية خلال حياته، بما في ذلك جائزة أنسفيلد - وولف لعام 1944 عن أعماله غير الخيالية، عالم شولوم عليشم . حصل على جائزة ايتسيك مانجر للأدب اليديشي بعد وفاته عام 1972.
توفي في عام 1972 في مدينة نيويورك .

## الأعمال المنشورة

### خيال
- الغريب (1921)
- مهما كانت الآلهة (1923)
- ما وراء المرأة (1934)
- شبكة لوسيفر (1947)
- الشيطان الذي فشل (1952)
- الصلب الثاني (1960)

### غير الخيالية
- أنت الوثنيون (1924)
- أنا اليهودي (1927)
- ما حدث في فلسطين: أحداث آب (أغسطس) 1929: خلفيتها وأهميتها
- الملك الغوغاء: دراسة لعقل اليوم (1931)
- على حافة البرية: الصراع في فلسطين (1931)
- اليهود على موافقة (1932)
- الكراهية العظمى (1940)
- عالم شولوم عليشم (1943)
- الحصاد في الصحراء (1944)
- حجاج الفصح (1947) (ترجمة)
- أمير الغيتو (1948)
- الرجل المحترم واليهودي (1950)
- مستوى ضوء الشمس (1953)
- الأستاذ والحفري (1956)
- بعض الناس من الكتاب (1955)
- لم أكن أعرف: ذكريات وأفكار (1963)
- اتهام بالدم: التاريخ الغريب لقضية بيليس (1966)
- الضوء على إسرائيل (1968)
- في مدح اليديشية (1971)
- في البداية، الحب: حوارات في الكتاب المقدس (تعاون) (1975)

## الجوائز
- جائزة أنسفيلد - وولف  [لغات أخرى]‏

## روابط خارجية
- موريس صموئيل على موقع IMDb (الإنجليزية)
- موريس صموئيل على موقع ميوزك برينز (الإنجليزية)